# Церковь Меримаску
Церковь Меримаску (фин. Merimaskun kirkko) — лютеранский храм в Меримаску, построенный в 1726 году и являющийся шестым по древности действующим деревянным храмом Евангелическо-лютеранской церкви на территории Финляндии.

## История
Церковная община Меримаску первоначально относилась к приходу Маску, но труднопроходимость дорог и удалённость места привели к тому, что шведский король Юхан III своим указом в 1577 году присоединил общину к приходу города Нодендал. Поскольку дорожное сообщение с новым церковным центром также было затруднено, население Меримаску предприняло шаги к строительству собственного храма.
Первая деревянная церковь была построена в Меримаску в 1648 году. Юрисдикционно она относилась к приходу Наантали, но в 1904 году на общей волне движения за независимость образовался собственный приход.
Первоначальная церковь не прослужила долго и начала ветшать уже к концу XVII века, а в период иностранной интервенции 1713—1721 годов представляла собой печальное зрелище.
Строительство нового деревянного, более просторного храма было завершено в 1726 году. Возведение храма было осуществлено на средства Карла Якобссона (Калле Якобинпойка).
Капитальные ремонты церкви производились в 1831—1833, а также в 1953—1954 годах. В период 1996—2000 годов в церкви и прилегающей часовне были установлены противопожарная сигнализация, обновлено электрическое освещение, улучшена охранная система и установлено оборудование для тушения пожара.

## Внутренне убранство
В основании церковь имеет форму креста. Внешняя обшивка церкви сделана под влиянием неоклассицизма в 1833 году. Гонтовая крыша положена в 1956 году и просмолена в 1989 году. С южной и западной стороны церковь имеет деревянные паперти. Внутренний свод церкви выполнен в виде рассечённой бочки. Проход в ризницу, расположенную в северном крыле, осуществляется через помещение храма. Окна расположены по одному на каждой стене, а оконные рамы разделены на 20-квадратные ячейки (в алтаре — 80-квадратные). Алтарное окно, выполненное из голландского стекла, заключённого в свинцовое обрамление, взят как образец при реставрации окон крепости Турку. На уровне окна размещено Распятие.
Внутренняя обшивка стен выполнена во время ремонта церкви в 1831—1833 годах. В 1850 году стены были выкрашены в полоску, что придало им эффект мраморных. Художники из Меримаску Карл Оке Лунден и Оскари Канерва в 1950 году реставрировали покраску под мрамор. Своды церкви не окрашены.
Над ризницей размещены хоры, а в западной части расположены органные хоры. Первый орган с семью регистрами был создан в 1896 году К. Г. Викстрёмом, второй, пневматический, в восемь регистров — в 1955 году на органном заводе в Кангасала. Орган, созданный в 1997 году мастером Вейкко Виртаненом имеет тринадцать регистров. Он стал для церкви Меримаску третьим по счёту. Диспозиция последнего органа спланирована магистром музыкальных дел Марко Хаканпяа.

На кафедре проповедника находится надпись на шведском языке: 
«В честь Бога и для процветания его храма высокопоставленный асессор Карл Симонссон предоставил возможность на собственные средства построить эту кафедру проповедника в 1658 году, а также высокопоставленный асессор и юрист волости Пори Хенрик Карлссон осуществил на свои средства окончательные работы, осуществив покраску кафедры в 1668 году».
 Большой промежуток между исполнение кафедры и её покраской объясняется ожиданием просушивания дерева для определённой стадии. Кафедра вероятнее всего изготовлена в Або. На ней изображены: апостол Пётр, Спаситель, апостол Иоанн и апостол Матфей. На дверях кафедры надпись: «Аз есть дверь овцам» (Ин. 10, 7) На обороте балдахина надпись на латинском языке: «Как дождь и снег нисходит с неба и туда не возвращается, так и слово Мое, которое исходит из уст Моих, оно не возвращается ко Мне тщетным» (Ис. 55, 10-11).

## Часовня-колокольня

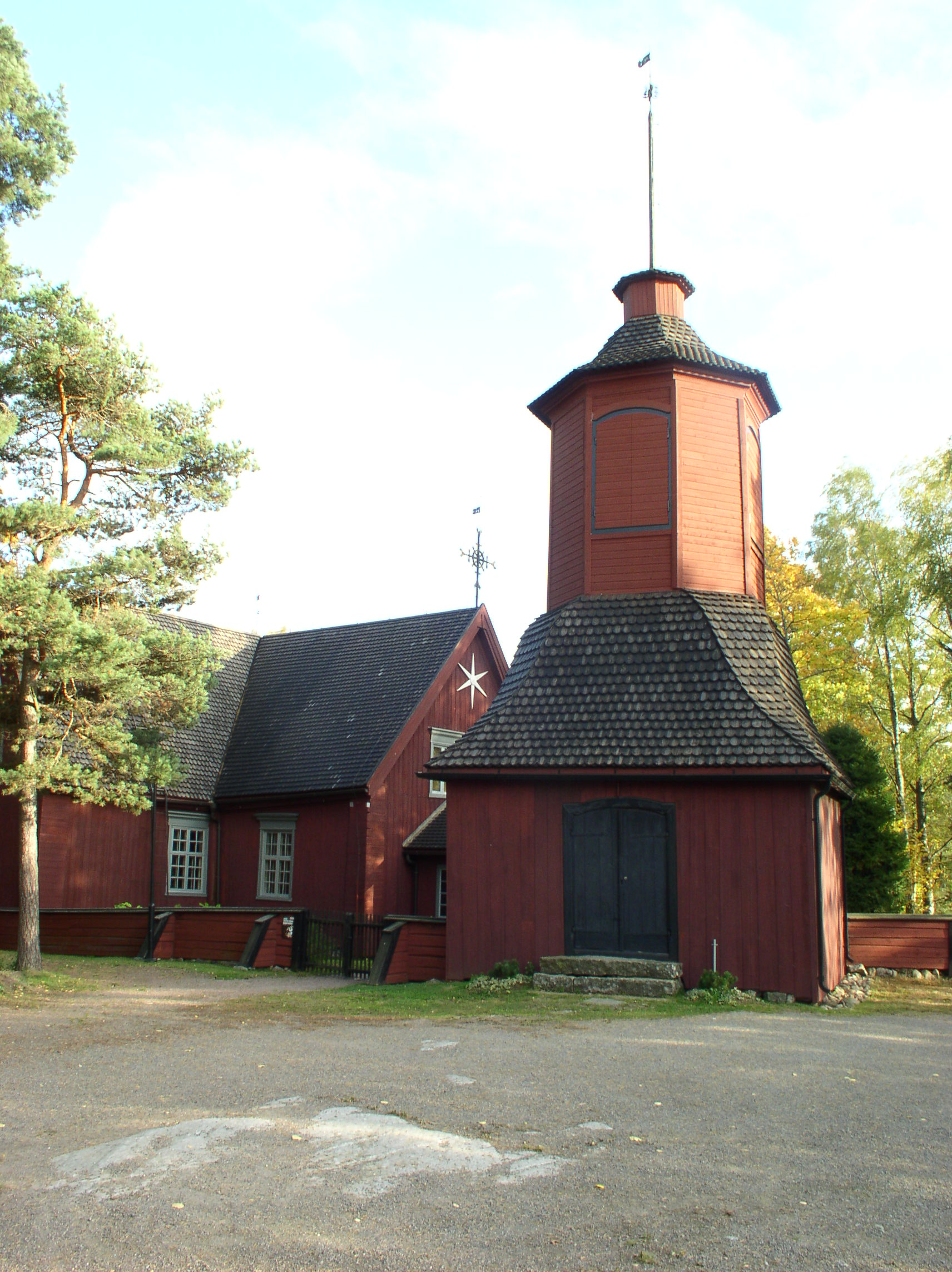

Часовня прилегает к северо-западному углу бревенчатой церковной ограды и первоначально являлась входом на церковное кладбище. Она была построена из дерева в 1769 году (год обозначен на внутренней стороне южных дверей). Строительным мастером был псаломщик Юха Линдмарк.
Часовня построена на низком четырёхугольном каменном фундаменте. Высота составляет 12,5 метра. Деревянные полы на среднем и верхнем уровнях были обновлены в 1996 году. Часовня покрашена красной охрой, а двери окрашены в чёрный цвет.
В верхнем ярусе размещены два почти одинаковой величины колокола. Первый, диаметром 64 см изготовил плавщик колоколов Амбросиус Тернандт из Або в 1696 году, а второй, диаметром 61 см — Эрик Нясман в Стокгольме в 1734 году.

## Кладбище
Старое кладбище находится на природной песчаной возвышенности. Новое кладбище, прилегающее с запада к старому, было освящено по окончании озеленительных работ осенью 1994 года.

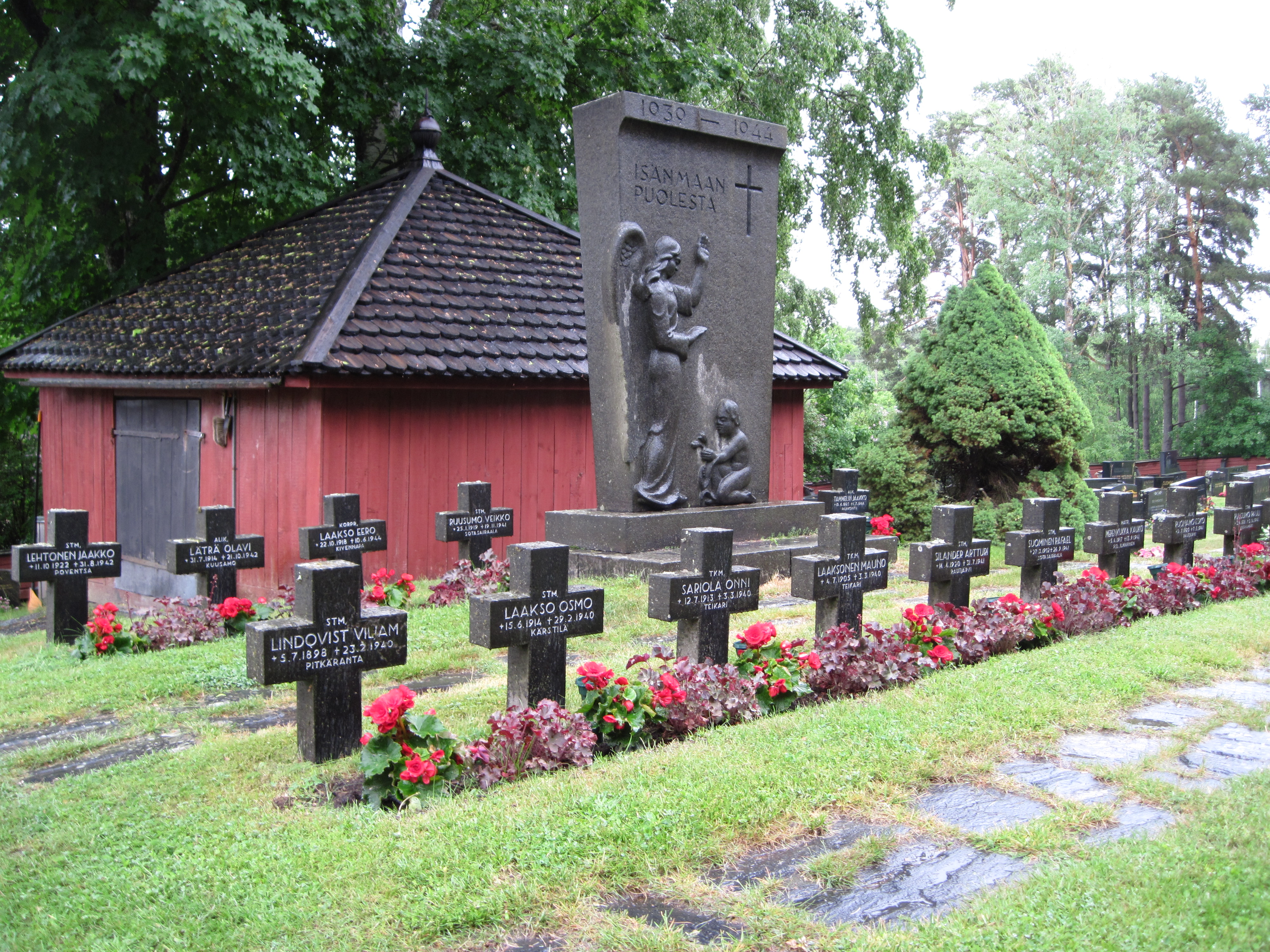

Старое кладбище окружает построенная в 1995 году деревянная ограда длиной в 261 метр. Ограда сложена из пяти деревянных венцов и выполнена плотниками Вяйно Хаависто и Эркки Нуммела. Ограда выполнена по образцу окружавшей кладбище ограда XIX века, но удлинена, а брёвна выкрашены красной охрой, а доски верхнего слоя просмолены. В ограде имеется пять ворот: первые построены в XVIII веке как привратная, вторые — расположены у автобусной остановки, двое ворот расположены у часовки и последние — ворота церковного сторожа.
На новое кладбище возможно пройти через южные или северные фронтальные железные ворота, а также через часовню.
В могиле героев на старом кладбище похоронены 15 мужчин из Меримаску. Памятный знак погибшим в Карелии находится перед главным входом в церковь. В память о ветеранах войны в августе 1996 года был сооружён мемориал с изображением дубовой ветви.